# Zemský okres Sála-Orla
Zemský okres Sála-Orla (německy Saale-Orla-Kreis) je zemský okres v německé spolkové zemi Durynsko. Sídlem správy zemského okresu je město Schleiz. Má přibližně 83 tisíc obyvatel. 

## Města a obce
Města:
1. Bad Lobenstein
2. Gefell
3. Hirschberg
4. Neustadt an der Orla
5. Pößneck
6. Ranis
7. Saalburg-Ebersdorf
8. Schleiz
9. Tanna
10. Triptis
11. Wurzbach
12. Ziegenrück

Obce:
1. Birkenhügel
2. Blankenberg
3. Blankenstein
4. Bodelwitz
5. Bucha
6. Crispendorf
7. Dittersdorf
8. Döbritz
9. Dreitzsch
10. Eßbach
11. Geroda
12. Gertewitz
13. Görkwitz
14. Göschitz
15. Gössitz
16. Grobengereuth
17. Harra
18. Keila
19. Kirschkau
20. Kospoda
21. Krölpa
22. Langenorla
23. Lausnitz
24. Lemnitz
25. Löhma
26. Miesitz
27. Mittelpöllnitz
28. Moßbach
29. Moxa
30. Neundorf (bei Lobenstein)
31. Neundorf (bei Schleiz)
32. Nimritz
33. Oberoppurg
34. Oettersdorf
35. Oppurg
36. Paska
37. Peuschen
38. Plothen
39. Pörmitz
40. Pottiga
41. Quaschwitz
42. Remptendorf
43. Rosendorf
44. Schlegel
45. Schmieritz
46. Schmorda
47. Schöndorf
48. Seisla
49. Solkwitz
50. Stanau
51. Tegau
52. Tömmelsdorf
53. Volkmannsdorf
54. Weira
55. Wernburg
56. Wilhelmsdorf